# La Pandera
La Pandera, ou Alto de la Pandera, est un sommet située en Andalousie en Espagne.